# مردی گرداگرد شهر
مردی گرداگرد شهر (انگلیسی: A Man About Town) یک فیلم کمدی صامت آمریکایی است که در سال ۱۹۲۳ منتشر شد.

## بازیگران
- استن لورل
- کاترین گرانت
- جیمز فینلیسون
- ادی بیکر
- سمی بروکس
- سام لافکین
- جرج رو
- چارلز استیونسون